# Habenaria dracaenifolia
Habenaria dracaenifolia är en orkidéart som beskrevs av Rudolf Schlechter. Habenaria dracaenifolia ingår i släktet Habenaria och familjen orkidéer.

## Underarter
Arten delas in i följande underarter:
- H. d. dracaenifolia
- H. d. laxa